# Abu-Sulayman al-Mantiqí
Abu-Sulayman Muhàmmad ibn Tàhir ibn Bahram as-Sijistaní al-Mantiqí, més conegut simplement com a Abu-Sulayman al-Mantiqí (912-985) fou un filòsof persa, per la seva nisba segurament de Sistan, però que va viure a Bagdad, deixeble de Matta ibn Yunus (+939). El seu patró va ser l'amir al-umarà Àdud-ad-Dawla al que va dedicar part de la seva obra.
El seu pensament presenta fortes influències neoplatòniques.